# John Albert (Eishockeyspieler)
John Albert (* 19. Januar 1989 in Cleveland, Ohio) ist ein ehemaliger US-amerikanischer Eishockeyspieler, der im Verlauf seiner aktiven Karriere zwischen 2007 und 2023 unter anderem über 575 Spiele in der American Hockey League (AHL) und ECHL auf der Position des Centers bestritten hat. Darüber hinaus absolvierte Albert weitere neun Partien für die Winnipeg Jets in der National Hockey League (NHL) und verbrachte eine Spielzeit bei den Grizzlys Wolfsburg in der Deutschen Eishockey Liga (DEL).

## Karriere

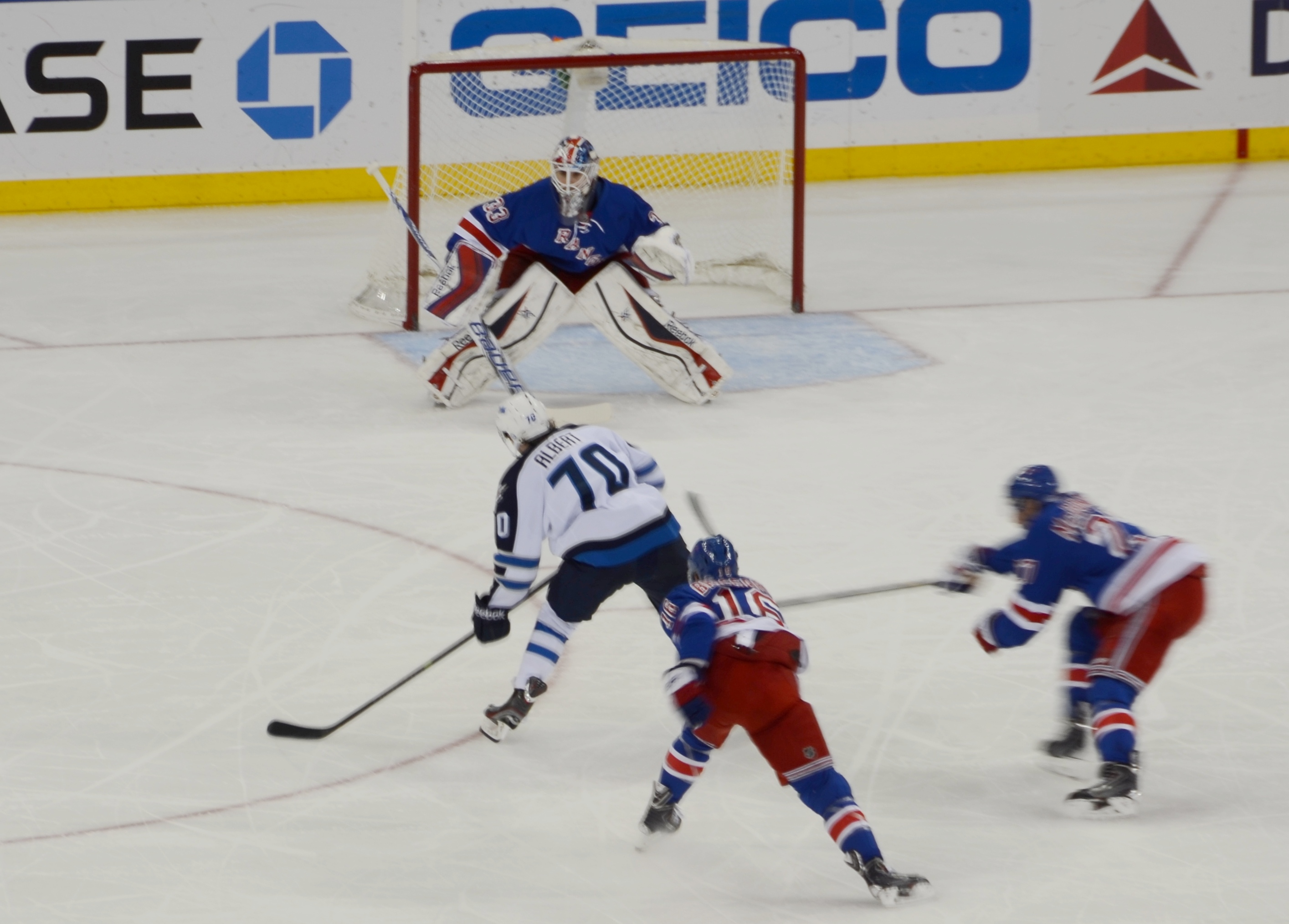
Albert (weißes Trikot) auf dem Weg zu seinem einzigen NHL-Tor gegen die New York Rangers (2013)

Albert spielte zwischen 2004 und 2005 zunächst in seiner Geburtsstadt für die Juniorenmannschaft der Cleveland Barons in der North American Hockey League (NAHL). Anschließend wechselte er für zwei Jahre ins US National Team Development Program des US-amerikanischen Eishockeyverbandes USA Hockey und lief für deren U17- und U18-Teams in der United States Hockey League (USHL) und North American Hockey League auf. Im Sommer 2007 wurde er dann in der sechsten Runde des NHL Entry Draft 2007 an 175. Stelle von den Atlanta Thrashers aus der National Hockey League (NHL) ausgewählt.
Der Angreifer verfolgte zunächst aber ein vierjähriges Studium an der Ohio State University, für deren Eishockeymannschaft er in der Central Collegiate Hockey Association (CCHA), einer Division der National Collegiate Athletic Association (NCAA), spielte. Zur Saison 2011/12 wechselte Albert schließlich ins Profilager und unterschrieb einen Vertrag bei den Winnipeg Jets, die die Nachfolge der Atlanta Thrashers in der NHL angetreten hatten. Für das Farmteam der Jets, die St. John’s IceCaps, lief der Center die folgenden vier Jahre in der American Hockey League (AHL) auf. Die einzige Ausnahme waren neun NHL-Spiele in der Saison 2013/14, in denen ihm ein Tor gelang. Nachdem er die Spielzeit 2015/16 bei den Manitoba Moose in der AHL verbracht hatte, wechselte Albert im Sommer 2016 nach Finnland, wo er einen Vertrag bei Oulun Kärpät aus der Liiga unterzeichnete.
Nach einem Jahr in Finnland kehrte Albert im Juli 2017 in die NHL zurück, als er einen Einjahresvertrag bei den Washington Capitals unterzeichnete. Diese gaben den Angreifer jedoch bereits im Februar 2018 samt Hubert Labrie an die New York Rangers ab und erhielten im Gegenzug Joe Whitney und Adam Chapie. Nachdem er auch von den Rangers ausschließlich in der AHL eingesetzt worden war, entschloss sich Albert im Juli 2018 abermals zu einem Wechsel nach Europa und unterzeichnete einen Einjahresvertrag bei den Grizzlys Wolfsburg in der Deutschen Eishockey Liga (DEL). Dort verletzte er sich in der Saisonvorbereitung im September 2018 bei einem Trainingssturz in die Bande schwer am Fuß und fiel das gesamte Spieljahr aus.
Ohne ein Spiel für Wolfsburg absolviert zu haben, kehrte der US-Amerikaner im Oktober 2019 nach Nordamerika zurück und unterzeichnete einen Jahresvertrag bei den Jacksonville Icemen aus der ECHL. Dort verbrachte Albert die Saison 2019/20. Danach war er bedingt durch den verspäteten Saisonstart aufgrund der COVID-19-Pandemie abermals vertragslos. Im Januar 2021 schloss sich der Stürmer schließlich den Wichita Thunder aus der ECHL an, wechselte nach zwei Monaten aber innerhalb der Liga zu den Rapid City Rush. Zur Spielzeit 2021/22 folgte ein erneuter Wechsel in der ECHL, diesmal zu den Toledo Walleye. Nach der Spielzeit 2022/23 beendete der 34-Jährige seine aktive Karriere.

### International
Albert nahm für sein Heimatland an der World U-17 Hockey Challenge 2006 und der U18-Junioren-Weltmeisterschaft 2007 teil. Bei beiden Wettbewerben gewann der Stürmer die Silbermedaille.

## Erfolge und Auszeichnungen
- 2006 Silbermedaille bei der World U-17 Hockey Challenge
- 2007 Silbermedaille bei der U18-Junioren-Weltmeisterschaft

## Karrierestatistik

### International
Vertrat die USA bei:
- World U-17 Hockey Challenge 2006
- U18-Junioren-Weltmeisterschaft 2007

(Legende zur Spielerstatistik: Sp oder GP = absolvierte Spiele; T oder G = erzielte Tore; V oder A = erzielte Assists; Pkt oder Pts = erzielte Scorerpunkte; SM oder PIM = erhaltene Strafminuten; +/− = Plus/Minus-Bilanz; PP = erzielte Überzahltore; SH = erzielte Unterzahltore; GW = erzielte Siegtore; 1 Play-downs/Relegation; Kursiv: Statistik nicht vollständig)